# Des Bremner
Desmond George Bremner, né le 7 septembre 1952 à Aberchirder, est un footballeur international écossais qui évolue au poste de milieu de terrain.
Avec Aston Villa il fait partie de l'équipe qui remporte la Coupe d'Europe des clubs champions en 1982.

## Biographie

### En club
Né à Aberchirder, dans le Banffshire, Bremner commence sa carrière footballistique avec le club de Highland League basé à Banff, Deveronvale, avant de rejoindre Hibernian en 1971, faisant ses débuts professionnels en novembre 1972.
Il signe à Aston Villa en 1979 pour un montant de 275 000 £ et s'installe rapidement comme titulaire dans l'équipe. Lors de sa deuxième saison avec le club, il joue un rôle central dans le titre national de l'équipe, leur premier depuis 71 ans. La saison suivante, Bremner est également membre de l'équipe qui remporte la Coupe d'Europe des clubs champions (C1) face au Bayern Munich,.
Le 28 novembre 1981, il se met en évidence en inscrivant un doublé en championnat lors de la réception du club de Nottingham Forest. Il s'agit de son seul doublé inscrit au sein de l'élite anglaise.
Le bilan de sa carrière s'élève à 194 matchs en première division écossaise, pour 18 buts inscrits, et 206 matchs en première division anglaise, pour neuf buts marqués. Il joue également 15 matchs en Coupe d'Europe des clubs champions, 16 en Coupe de l'UEFA, deux en Coupe des coupes, deux en Supercoupe de l'UEFA, et enfin un en Coupe intercontinentale.

### En sélection
À l'époque où il joue avec les Hibs, il reçoit sa seule apparition pour l'Écosse en mars 1976, remplaçant Kenny Dalglish lors d'un match contre la Suisse.

## Palmarès
| Hibernian - Scottish League Cup : - Finaliste en 1975 - Coupe d'Écosse : - Finaliste en 1979 | Aston Villa - Coupe d'Europe : - Vainqueur en 1982 - Super Coupe d'Europe : - Vainqueur en 1982 - Finaliste de la Coupe Intercontinentale : - Finaliste en 1982 - Championnat d'Angleterre : - Champion en 1980-1981 - FA Charity Shield : - Vainqueur en 1981 |